# Il poema dei lunatici
Il poema dei lunatici è un romanzo di Ermanno Cavazzoni del 1987, da cui è stato tratto il film di Federico Fellini La voce della Luna del 1990.
Nel 1988 il libro ha vinto il Premio Bergamo di Narrativa.

## Trama
Del narratore/protagonista del romanzo non si conoscono nome, provenienza, età o aspetto fisico; si tratta comunque di un vagabondo dalla mente semplice, che per un equivoco è scambiato per un ispettore delle bonifiche di nome Savini e da quel momento si presenta con tale identità.
Egli percorre dapprima una zona rurale in cui circola la voce che in fondo ai pozzi si trovino dei messaggi in bottiglia e che i pozzi addirittura parlino; da qui si reca in una città vicina sulle tracce di un maestro che vi si era trasferito per sfuggire all'umidità e prender moglie. Le persone interrogate da Savini in città non ne sanno nulla, però gli consigliano d'interpellare il contabile Nestore, che gli racconta del suo fallito matrimonio con una ninfomane (soprannominata "La Vaporiera") e della sua teoria secondo cui la città sarebbe finta e gli abitanti sarebbero gli attori di una messinscena. Savini non ne è del tutto convinto dalla teoria di Nestore, benché ne sia affascinato; tuttavia, a casa del contabile nota una cosa stranissima: un omino che fa capolino da un rubinetto. Anche gli altri cittadini gli confermano che ci sono degli ometti nelle condutture dell'acqua e uno di loro, il becchino Pigafetta, gli rivela di esserci addirittura stato, e che ci sarebbe un'accanita rivalità tra le due fazioni delle acque chiare e delle acque nere.
Savini incontra poi il prefetto a riposo Gonnella, che vede ovunque minacce contro l'ordine costituito e che lo assume come proprio collaboratore a servizio dello Stato.
Savini rivela a Gonnella le sue impressioni: ci sarebbero delle divisioni territoriali nascoste, i cui confini cambierebbero in continuazione; tra questi si muoverebbero di soppiatto intere popolazioni sfuggenti ed evanescenti, che imporrebbero il proprio potere occulto (come i cosiddetti "ripetitori", i Mongoli o le madonne) oppure cercano senza successo di essere presi in considerazione (come i Visigoti). Gonnella, da parte sua, è convinto di essere pedinato da vecchietti, assoldati dai suoi nemici, che lo tormenterebbero persino nel sonno e cercherebbero di avvilupparlo in tele di ragno.
Una sera, Savini e Gonnella si fermano in un bar pizzeria e lì ascoltano le storie raccontate dagli avventori, una più incredibile dell'altra. Ad un certo punto il prefetto sbotta accusando i narratori di essere dei millantatori e per poco non si arriva alle mani. I due rimangono comunque nei pressi del locale per sorvegliare il via vai dei clienti, e Savini finisce con l'innamorarsi di una donna che vede affacciarsi a una finestra del piano superiore. Ha l'impressione che essa si tramuti in un uccello (o si trattava un uccello che egli credeva inizialmente essere una donna?) e si mette a corteggiarla facendo i versi dei volatili, finché non arriva Gonnella a riscuoterlo.
Il prefetto rintraccia poi uno studente visto in pizzeria, il quale si diceva depositario di una storia riguardante Garibaldi: quella del suo antenato Zagreo Neri, che aveva preso parte alla Spedizione dei Mille. Ne emerge un ritratto dell'Eroe dei Due Mondi come di un vecchio fuori di testa. Un altro studente racconta la vera storia del viceré borbonico che ragionava solo in termini matematici e che si rifiutava di riconoscere la realtà dell'invasione della Sicilia.
Il giorno dopo Gonnella fa a Savini un racconto di un abitante di Waterloo che si era trovato con la sua casetta nel mezzo della famosa battaglia per spiegargli come anche il finto ispettore, suo malgrado, sia rimasto coinvolto nella guerra combattuta dal prefetto. La sera essi tornano sotto la finestra dell'amata di Savini e vedono costei che si sveste, ma la donna se n'accorge e si stizzisce.
Il barbiere Gaudenzi si mette a dare a Savini dei consigli, in un linguaggio matematico, su come trattare le donne. Quando nella sua bottega entra un ometto riconosciuto dal prefetto come uno dei propri nemici, si scatena una rissa, che coinvolge clienti e passanti; ma nel momento culminante questa si ferma per l'apparizione del primo ministro, appollaiato sulla grondaia di un palazzo come un uccello, che poi se ne svolazza via. Anche Gonnella allora lo segue in volo.
Savini rimane a terra, confuso. Tra le persone che incontra successivamente c'è chi gli racconta la vera storia di Giuda Iscariota, che lo confonde sempre più. Un altro gli rivela la sua verità: "Che in realtà c'è poco da dire".
Alla fine Savini, dopo circa un mese di vagabondaggio, torna a casa (o per lo meno in un luogo che ritiene essere casa) e qui si ferma a contemplare la Luna, ricavandone un'impressione di vecchiaia e fatica.

## Genesi dell'opera
L'autore ha dichiarato che l'idea del romanzo nacque in seguito ad una ricerca, sfortunatamente senza grandi esiti, tra gli archivi degli ospedali psichiatrici alla ricerca di manoscritti interessanti composti dai loro ospiti.

## Edizioni
- Ermanno Cavazzoni, Il poema dei lunatici, Bollati Boringhieri, 1987,  p. 299, ISBN 88-339-0414-8..
- Ermanno Cavazzoni, Il poema dei lunatici, Club degli Editori, 1990.
- Ermanno Cavazzoni, Il poema dei lunatici, Feltrinelli, 1996,  pp. 304, ISBN 9788807813719.
- Ermanno Cavazzoni, Il poema dei lunatici, Guanda, 2008,  p. 300, ISBN 8860889227.